# Hieracium orariiforme
Hieracium orariiforme es una especie de planta con flor del género Hieracium, de la familia Asteraceae, orden Asterales.

## Distribución
Hieracium orariiforme se distribuye por Suecia.

## Taxonomía
Fue descrita científicamente por Dahlst. ex Johanss.